# Фенелус, Марко
Марк-Дональд Фенелус (англ. Marc-Donald Fenelus, также известный как Марко; 22 августа 1992) — футболист, нападающий тайваньского клуба «Тайнань Сити» и сборной Теркса и Кайкоса.

## Биография

### Клубная карьера
Начинал игровую карьеру в клубе «АФК Нейшнл» на Терксе и Кайкосе и даже стал лучшим бомбардиром местной лиги в сезоне 2010/11. В 2011—2015 годах проживал в США, где выступал за студенческие команды «Вестерн Техас Вестернерс» и «Фуллертон Тайтенс». В январе 2015 года был выбран в третьем раунде драфта клубом MLS «Нью-Инглэнд Революшн», однако контракт с командой не подписал. После этого Фенелус продолжил карьеру на Тайване, где стал игроком клуба «Татунг». В его составе в 2017—2019 годах он три сезона подряд становился чемпионом страны, а также дважды был лучшим бомбардиром чемпионата Тайваня. В 2020 году перешёл в клуб «Тайнань Сити», с которым в том же году снова стал чемпионом Тайваня.
В 2016—2017 годах вместе с бывшим игроком сборной Теркса и Кайкоса Джеймсом Рене тренировал местный клуб «Фулл Физик».

### Карьера в сборной
Дебютировал за сборную Теркса и Кайкоса 9 июля 2011 года в матче отборочного турнира чемпионата мира 2014 против сборной Багамских островов. 3 июня 2014 года забил свой первый гол за национальную сборную в матче отборочного турнира Карибского кубка 2014 со сборной Британских Виргинских Островов.

## Достижения

### Командные
«Татунг»
- Чемпион Тайваня (3): 2017, 2018, 2019

«Тайнань Сити»
- Чемпион Тайваня: 2020

### Личные
- Лучший бомбардир чемпионата Теркса и Кайкоса: 2010/11 (20 голов)
- Лучший бомбардир чемпионата Тайваня (2): 2017 (35 или 38 голов), 2018 (27 голов)
- Лучший игрок сезона на Тайване: 2019